# Corn Ranch
Corn Ranch è uno spazioporto nel Texas occidentale nel quale vengono effettuate le prove di volo del vettore New Shepard dalla Blue Origin.
Corn Ranch si trova a Van Horn (Texas). Occupa un'area di 670 km² che fu acquistata dal miliardario Jeff Bezos, fondatore di Amazon.com. Il primo esperimento di volo è avvenuto il 13 novembre 2006.